# メリッサ・ル・ヌヴェ

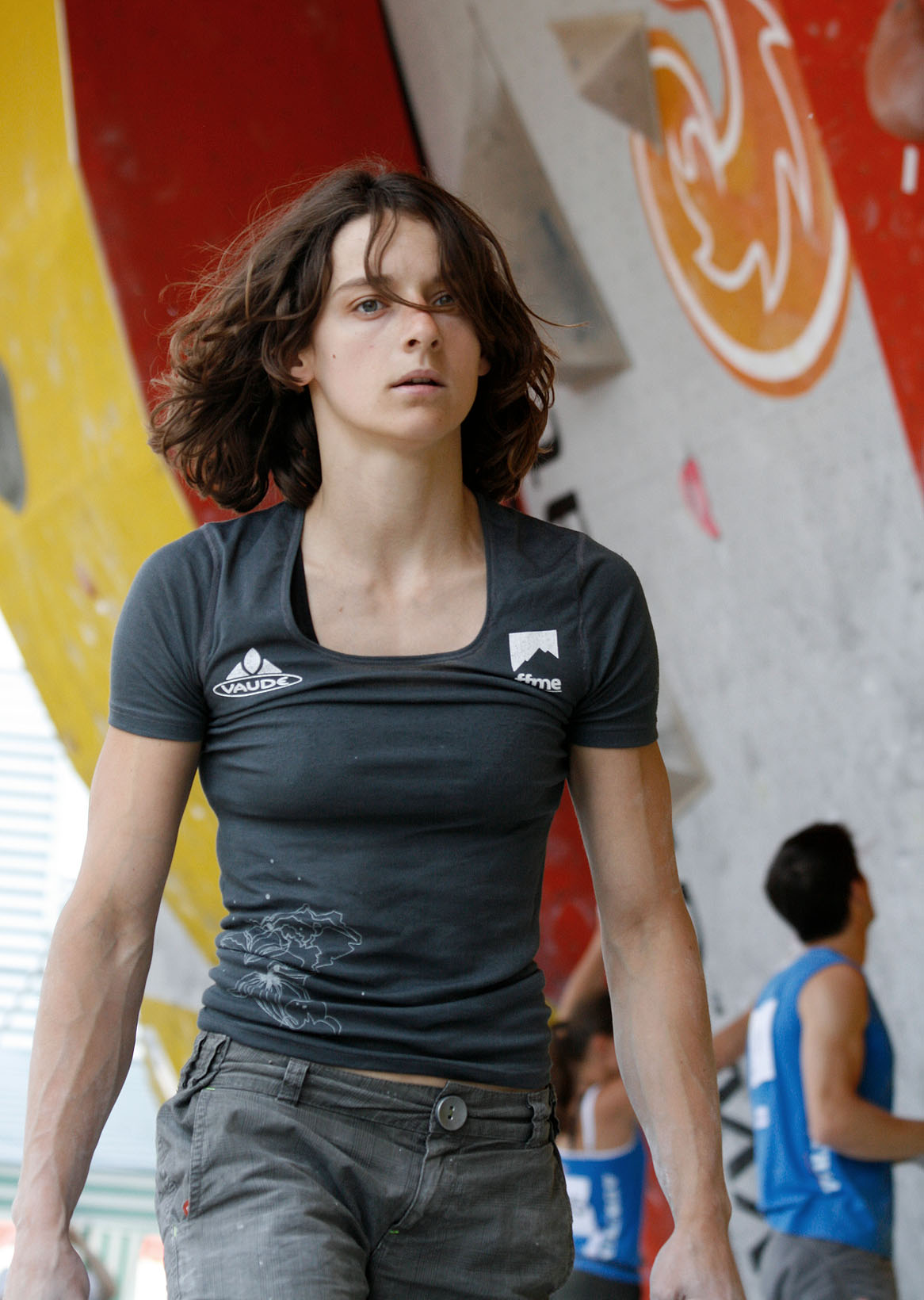
ウィーン（2010）

メリッサ・ル・ヌヴェ（仏: Mélissa Le Nevé、1989年7月8日 - ）は、フランスのプロロッククライマーである。

## 概要
ル・ヌヴェはフランスのヴォージュ山脈で育ち、15歳のときからボルドーの近くにあるジムでクライミングを始めた。彼女は、Petzl、アディダス、Five Ten Footwearに後援されている。彼女は、フォンテーヌブローに在住している。
彼女は2010年と2013年にフランスの女性ボルダリング大会でチャンピオンとなり、2011年にはIFSCクライミングワールドカップで4位、2013年にスロベニアで、2016年にスイス・日本で開催されたワールドカップでは2位になった経験がある。彼女は2016年にボルダリングのワールドカップで3位になったことを最後に、競技としてのスポーツクライミングを引退している。
アウトドアクライミングの方面では、彼女は8a+の巨礫や、8c+クラスのスポーツクライミングを数多く登っている。2014年には、ル・ヌヴェはフレンキシェ・シュヴァイツにある8cの難易度と判断されているウォールストリート (クライミング)を女性で初めて登攀した。2017年にはル・ヌヴェは8aと判断された地点を含むルートを含んでいる、フォンテーヌブローにある「ビッグ・ファイブ」と称されている一連の巨礫を女性として初登攀している。2016年12月には、フォンテーヌブローにある8bの評価が付けられた巨礫「La Cicatrice de L’Ohm」を登攀している。2020年4月には、フレンキシェ・シュヴァイツに位置する、ヴォルフガング・ギュリッヒの登攀で知られる有名な登攀スポット「アクシオン・ディレクト」（XI、9a）に女性として初登攀している。